# George A. Drew

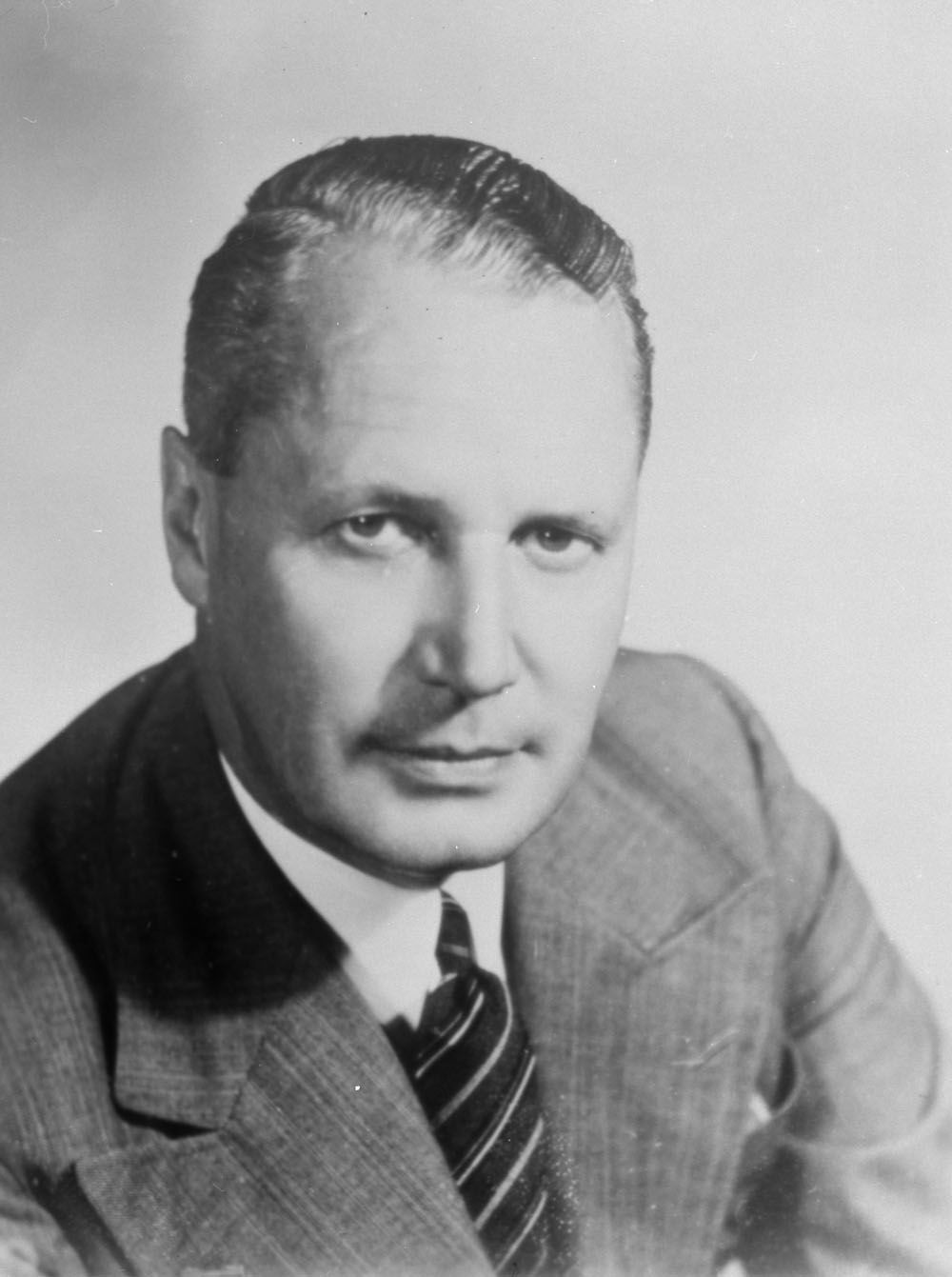
George Drew (1939)

George Alexander Drew, PC, CC, QC (* 7. Mai 1894 in Guelph, Ontario, Kanada; † 4. Januar 1973 in Toronto) war ein kanadischer Politiker und Diplomat.

## Leben

### Aufstieg zum Premierminister von Ontario
Nach der Schulausbildung am Upper Canada College sowie einem grundständigen Studium an der University of Toronto studierte er Rechtswissenschaften an der Osgoode Hall Law School der York University in Toronto. Während des Ersten Weltkrieges leistete er seinen Militärdienst in der Canadian Field Artillery, in dem er nach dem Krieg zum Oberstleutnant in der 11th Field Brigade sowie zum Ehrenoberst des 11th Field Regiment befördert wurde. 1920 erfolgte seine Zulassung zum Rechtsanwalt.
Drew war zunächst als Stadtverordneter (Alderman) für die Progressive Conservative Party of Ontario kommunalpolitisch aktiv und wurde 1925 zum Bürgermeister seiner Geburtsstadt Guelph gewählt.
1938 wurde Vorsitzender der Progressive Conservative Party of Ontario und bekleidete dieses Amt bis 1948 und als solcher 1939 zum Abgeordneten der Legislativversammlung von Ontario gewählt. Am 17. August 1943 wurde er als Nachfolger von Harry Nixon Premierminister von Ontario. Zugleich bekleidete er während seiner bis zum 19. Oktober 1948 dauernden Amtszeit das Amt des Erziehungsministers (Minister of Education). Mit ihm begann eine Ära konservativer Machtausübung in Ontario, die erst Mitte der 1980er Jahre endete. 1943 siegte Drews Progressive Conservative Party nur knapp gegen die sozialistische Co-operative Commonwealth Federation (CCF). Er kritisierte, dass die Regierung die Generalmobilmachung zu lange hinauszögerte. 1945 führte eine antikommunistische Kampagne zu einem neuerlichen Wahlsieg, doch verlor Drew 1948 seinen eigenen Wahlbezirk Toronto.

### Oppositionsführer im Unterhaus

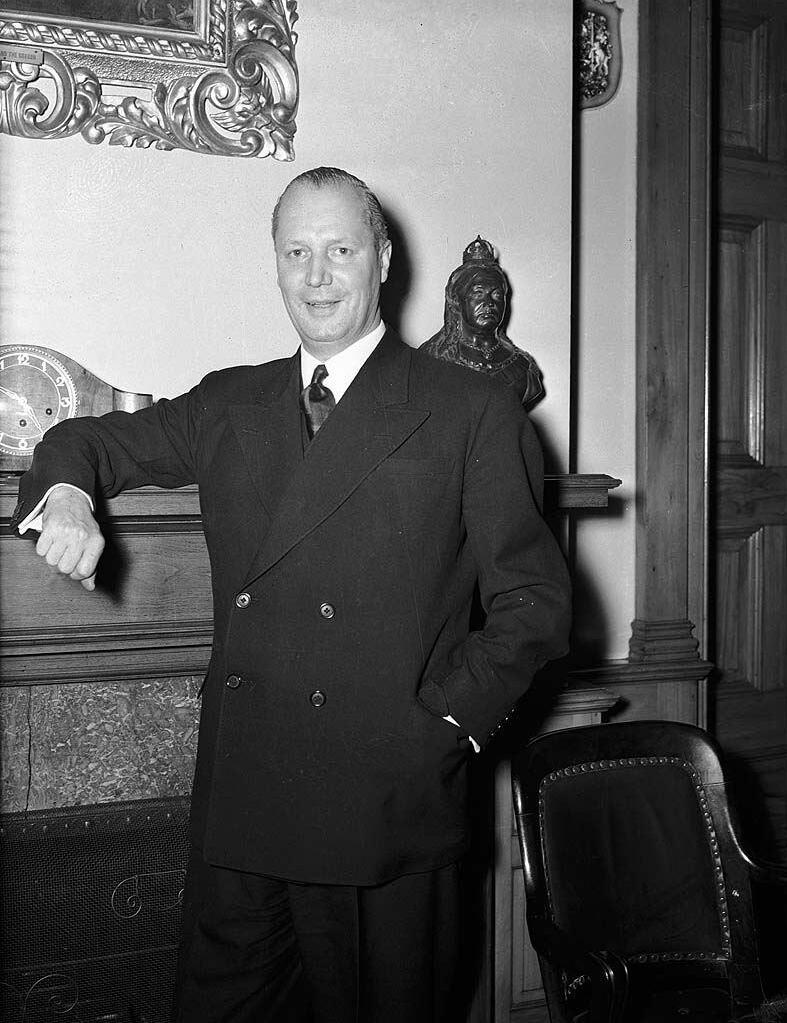
George Drew (1947)

1948 zog er sich aus der Provinzpolitik zurück, nachdem er am 2. Oktober 1948 als Nachfolger von John Bracken zum Vorsitzenden der Progressiv-konservativen Partei Kanadas gewählt wurde. Als Spitzenkandidat seiner Partei erreichte er bei der Unterhauswahl 1949 eine empfindliche Niederlage, bei der die Progressiv-Konservativen 25 ihrer 66 Mandate einbüßten und Louis Saint-Laurent von der Liberalen Partei erneut kanadischer Premierminister wurde. Er selbst wurde zum Abgeordneten des Unterhauses für den Wahlkreis Carleton gewählt, den er bis 1957 vertrat.
Als seine Partei bei der Unterhauswahl 1953 zwar zehn Mandate hinzugewann, aber dennoch deutlich hinter Saint-Laurents Liberaler Partei zurückblieb, trat er am 29. November 1956 als Vorsitzender der Progressiv-konservativen Partei zurück. Nachfolger wurde daraufhin am 14. Dezember 1956 John Diefenbaker.
Als dieser nach dem Wahlsieg bei der Unterhauswahl 1957 Premierminister wurde, erfolgte die Ernennung von Drew zum Hochkommissar Kanadas in London. Diesen Posten bekleidete er bis 1964.
Nach seiner Rückkehr nach Kanada war er von 1965 bis 1971 Kanzler der University of Guelph. Für seine politischen Verdienste wurde er unter anderem Companion des Order of Canada.